# Narodowy Badawczy Uniwersytet Techniczny „MISiS”
Narodowy Badawczy Uniwersytet Techniczny „MISiS” (ros. Национальный исследовательский технологический университет «МИСиС») – rosyjska i radziecka uczelnia publiczna z siedzibą w Moskwie.
Prekursorem tej politechniki była założona w 1918 Moskiewska Akademia Górnicza (Московская горная академия), na której funkcjonował Wydział Metalurgiczny.  W 1930 sześć wydziałów szybko rozrastającej się organizacji przekształcono w samodzielne jednostki, między innymi w Moskiewski Instytut Naftowy, Moskiewski Instytut Górniczy i Moskiewski Instytut Stali (Московский институт стали, МИС).
Placówka kilkakrotnie zmieniała nazwę: od 1930 Moskiewski Instytut Stali imienia J. Stalina (Московский институт стали имени И. В. Сталина), od 1962 Moskiewski Instytut Stali i Stopów (Московский институт стали и сплавов, МИСиС).
W 2008 rozpoczęto proces restrukturyzacji moskiewskich uczelni technicznych. W rezultacie w 2014 do Moskiewskiego Instytutu Stali i Stopów przyłączono Moskiewski Państwowy Uniwersytet Górniczy,  tworząc Narodowy Badawczy Uniwersytet Techniczny „MISiS”.